# Filobacteriaceae
Famille
La famille Filobacteriaceae est une des deux familles de l'ordre des Sphingobacteriales du phylum Bacteroidota. Elle contient un seul genre de bactéries, les Filobacterium.

## Description
La famille des Filobacteriaceae est décrite en 2016 par Ike et placée dans l'ordre Sphingobacteriales après la description de la souche SMR-C isolée d'un rat de laboratoire de type Wistar/MS,.

## Taxonomie

### Nomenclature
Le nom correct complet validé par l'ICSP (avec auteur) de ce taxon est Filobacteriaceae Ike et al. 2016.

### Étymologie
L'étymologie de la classe Filobacteriaceae est la suivante :  Fi.lo.bac.te.ri.a.ce’ae. N.L. neut. n. Filobacterium, genre type de la famille; L. fem. pl. n. suff. -aceae, suffixe pour définir une famille; N.L. fem. pl. n. Filobacteriaceae, la famille du genre Filobacterium,.

### Liste des genres
Selon la LPSN (24 février 2023), la famille Filobacteriaceae comprend 1 genre publié de manière valide :
- Filobacterium Ike et al. 2016